# Nic Kramer

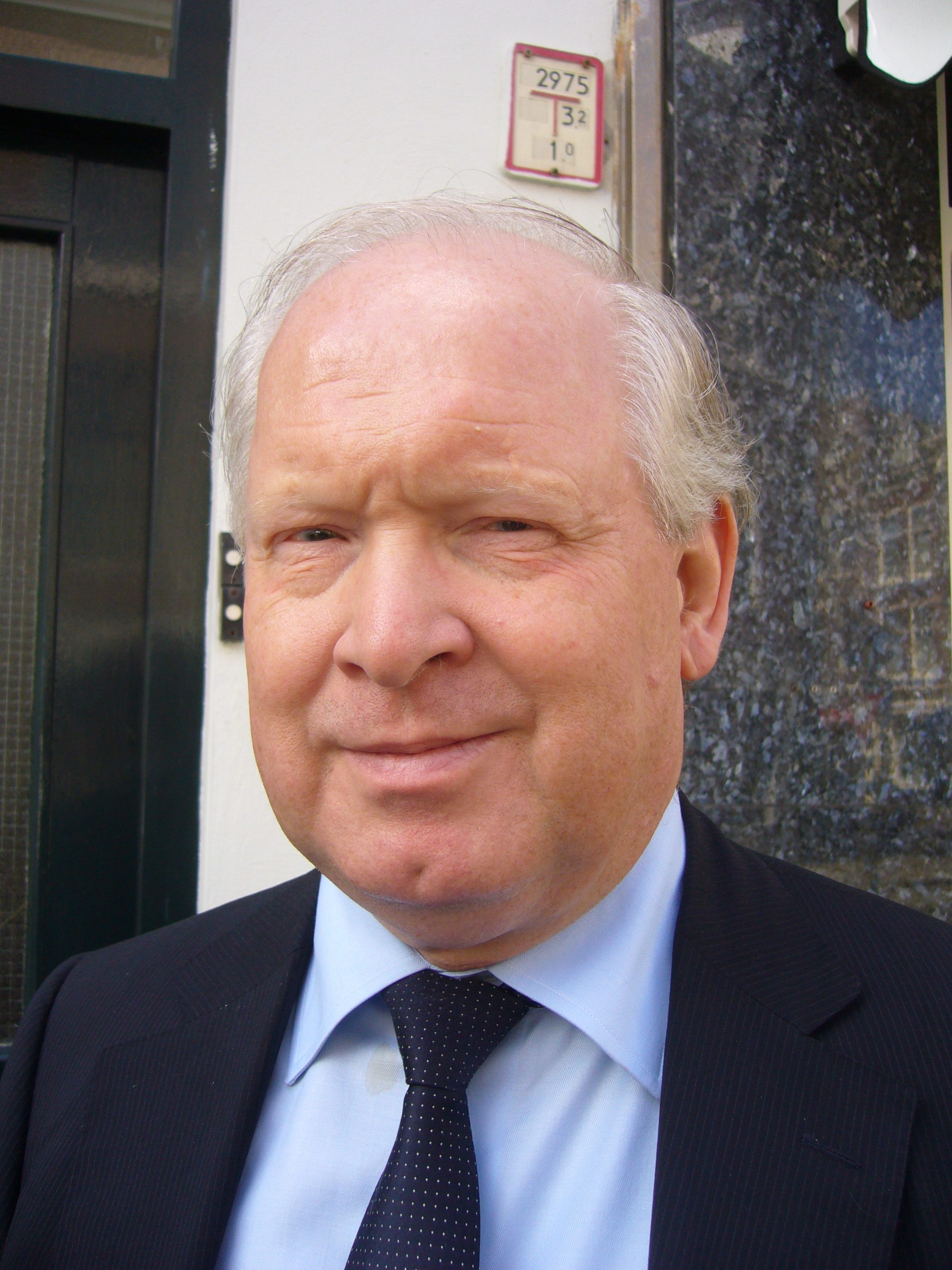
Nic Kramer, 2008.

Nicolaas Jacobus Theodorus Antonius (Nic) Kramer (1949) is een Nederlands bedrijfskundige, en Senior Vice-President bij Philips van 2001 tot 2009. Hij is mede bekend om zijn boeken over systeemtheorie.

## Biografie
Nic Kramer stamt af van Gert Kramer, oprichter van G. Kramer & Zonen. Hij studeerde technische natuurkunde aan de TU Delft, waar hij in 1973 afstudeerde. In 1978 promoveerde hij in de technische bedrijfskunde aan de TU Eindhoven bij Ton de Leeuw en Jan in 't Veld met het proefschrift "Systeem in probleem: een onderzoek naar de bijdragen van de systeemleer tot de aanpak van praktijk problemen in organisaties".
Na de studie ging Nic Kramer werken bij Philips in Eindhoven. Hij was directievoorzitter van Philips High Tech Plastics van 2001 tot 2005, Senior Vice-President bij Philips International van 2001 tot 2009, en van 2005 tot 2009 Senior Vice-President, Corporate Investments bij Philips International. Hij is tevens commissaris bij onder andere Prolion Holding N.V. en lid van de Raad van Advies van WTC Eindhoven.

## Publicaties
Kramer schreef verschillende boeken en artikelen. Een selectie:
- 1972.  Systeemdenken : inleiding tot de begrippen en concepten. Met Jacob de Smit (1943-). Leiden: Stenfert Kroese. In het Engels vertaald: Systems thinking: concepts and notions, 1977.
- 1976. Probleemoplossend onderzoek, een benadering vanuit de systeemleer. Met Ton de Leeuw. Vakgroep Organisatiekunde, Afdeling der Bedrijfskunde, Technische Hogeschool Eindhoven.
- 1978. Systeem in probleem : een onderzoek naar de bijdragen van de systeemleer tot de aanpak van praktijk problemen in organisaties. Leiden/Antwerpen: Stenfert Kroese.
- 1980. De operationele groep operationeel. Met J.H.P. Janssen. Philips O&E informatiecentrum.
- 1981. Informatiesystemen. Nic Kramer (red). Deventer: Kluwer, 1981.

Artikelen
- 1974. "Relevance of Systems Theory for Management Science". In: Annals of Systems Research (Netherlands), Vol 4, pp. 93–108.
- 1981. "A Taxonomy of Systems Science". Met John P. van Gigch. In: International Journal of Man-Machine Studies. 14 (2) pp. 179–191